# Fontanesia phillyreoides
Fontanesia phillyreoides es una especie de arbusto perteneciente a la familia Oleaceae. Es originaria del sur de Europa, Sicilia, sudoeste de Asia, (Líbano, Siria, Turquía).

## Sinonimia
- Fontanesia angustifolia Dippel, Handb. Laubholzk. 1: 104 (1889).
- Fontanesia phillyreoides var. longifolia Dippel, Handb. Laubholzk. 1: 103 (1889).
- Fontanesia angustifolia Hayne ex Koehne, Deut. Dendrol.: 505 (1893).
- Fontanesia phillyreoides var. mediterranea Lingelsh. in H.G.A.Engler (ed.), Pflanzenr., IV, 243(1): 8 (1920).[4]